# Paul Wilson (iluzjonista)
Paul Wilson (wł. Ronald Paul Wilson) – brytyjski prestidigitator, scam artist (artysta przekrętu) i prezenter telewizyjny.

## Życie prywatne
Urodzony w Akrotiri, na Cyprze, dorastał w Singapurze i Szkocji. Jest prestidigatorem, artystą przekrętu (ang. scam artist – osoba o bardzo dużych umiejętnościach i doświadczeniu w przekrętach, oszustwach) oraz prezenterem telewizyjnym. Na co dzień podróżuje i pracuje głównie w dwóch miastach – Los Angeles i Londynie. Swój dom ma jednak w Glasgow, w Szkocji, gdzie mieszka razem z żoną Julie i dwójką dzieci, Connerem i Cameronem. Jest reprezentowany przez Davida Boxerbaum'a z agencji APA Agency w Hollywood.

## Praktyka zawodowa
Od ósmego roku życia ćwiczy swoje umiejętności karciane, prestidigatorskie i wszystkie związane z manipulacją różnymi rzeczami, jak np. karty, poprzez ich niezauważalne ukrywanie, podmiany itp. Jego zdolności można zobaczyć w programie Prawdziwe przekręty, emitowanym obecnie na kanale BBC Entertainment. Pracuje jako konsultant w kasynach i organizacjach zajmujących się najnowszą technologią.
Brał udział przy powstawaniu filmu Shade, gdzie zagrał również swoją rolę w początkowym etapie filmu, oczywiście jako ekspert od manipulacji kart. Później pojawił się jako pan Andrews – oszust pokerowy. Miał także epizodyczną rolę w filmie Smokin’ Aces, gdzie jego zadaniem było poduczenie głównego bohatera technik karcianych.

### Powiązania
Paul pracował z takimi osobistościami jak: Sylvester Stallone, Stuart Townsend, Jamie Foxx, Gabriel Byrne, Thandie Newton, Bo Hopkins, Ben Affleck, Ryan Reynolds, Ray Liotta, Alicia Keys, Andy Garcia, Jason Bateman i Jeremy Piven. Brał także udział w kilku programach telewizyjnych, związanych, co nie jest chyba zaskakujące, ze sztuczkami magicznymi. Ze świata iluzjonistów miał do czynienia np. z Criss'em Angel'em.

### Dorobek medialny
- Jest współtwórcą i odtwórcą jednej z głównych ról w programie Prawdziwe Przekręty, emitowanym obecnie na kanale BBC Entertainment. Wystąpił w każdym odcinku, w każdym z 8 dotychczasowych sezonów.
- Jest twórcą kilku książek oraz e-booków dostępnych w internecie.
- Gościnnie wystąpił także jako ekspert w dziedzinie manipulacji kartami w seminarium na DVD Dan&Dave Bucks – Trilogy.